# شوكية الصدر
شوكية الصدر (الاسم العلمي: Stethacanthus) (من اليونانية: stēthos=στῆθος=صدر، akanthos=ἄκανθος=عمود فقري أو شوك)، وهو جنس منقرض من السمك الشبيه بالقرش كاملات الرؤوس والتي عاشت من الديفوني المتأخر حتى الكربوني المبكر، وانقرضت منذ حوالي 323.2 مليون سنة. تم العثور على أحافيرها في آسيا وأوروبا وأمريكا الشمالية.